# Бабілафуенте
Бабілафуенте (ісп. Babilafuente) — муніципалітет в Іспанії, у складі автономної спільноти Кастилія-і-Леон, у провінції Саламанка. Населення — 949 осіб (2010).
Муніципалітет розташований на відстані близько 160 км на північний захід від Мадрида, 20 км на схід від Саламанки.
На території муніципалітету розташовані такі населені пункти: (дані про населення за 2010 рік)
- Бабілафуенте: 948 осіб
- Бальнеаріо: 1 особа

## Демографія
Динаміка населення (INE ):

## Зовнішні посилання
- Провінційна рада Саламанки: індекс муніципалітетів [Архівовано 23 квітня 2009 у Wayback Machine.]
- Посилання на Google Maps